# Quận Marengo, Alabama
Quận Marengo là một quận thuộc tiểu bang Alabama, Hoa Kỳ.
Quận này được đặt tên theo một chiến trường ở Turino, Ý nơi quân Pháp đánh bại quân Áo ngày 14 tháng 6 năm 1800. Theo điều tra dân số của Cục điều tra dân số Hoa Kỳ năm 2000, quận có dân số người 22539. Thành phố lớn nhất là Demopolis, quận lỵ là Linden..